# Quiero bailar
«Quiero bailar» o «Yo quiero bailar» es una canción interpretada por la cantante puertorriqueña de reguetón Ivy Queen. Se lanzó como sencillo principal de la producción The Majestic de 2002. Fue compuesta por Ivy Queen y producida por Dj Adam.
Liricalmente, "la canción habla acerca de un hombre esperando obtener sexo después de un baile, que se ve algo mal".
La canción además del álbum Diva son considerados como factores importantes, para que el reguetón alcanzara una exposición internacional durante el 2004, a la par con álbumes como Barrio Fino de Daddy Yankee y El Enemy de los Guasibiri de Tego Calderón. La canción se convirtió en la primera canción en español en alcanzar el #1 en el Miami WPOW Rythmic Top 40 a la vez que alcanzaba entrar en el Top 10 del Billboard Latin Rhythm Airplay. El vídeo de la canción presenta cameos de ella con su exesposo Omar Navaro, conocido artísticamente como Gran Omar.

## Historia
Después del fracaso comercial de los primeros dos álbumes de Ivy Queen, En Mi Imperio (1997) y The Original Rude Girl (1998), Sony Music Latin decidió terminar su contrato con Queen, tomando un descanso de su carrera musical en 1999. A pesar del éxito moderado en los Estados Unidos de su canción, "In The Zone" que contaba con la colaboración de Wyclef Jean, su segunda canción "Ritmo Latino" y el álbum The Original Rude Girl no contaron con la misma suerte.
A pesar de eso, recibió buenas críticas de algunos incluido un editor de Allmusic, quien le otorgó una calificación de cuatro de cinco estrellas y fue listado en el "Allmusic Pick".
Entre 2001 y 2002, Queen empezaría a aparecer en algunos álbumes compilatorios de reguetón interpretando canciones como "Quiero Bailar", el cual apareció por primera vez en The Majestic 2 y "Quiero Saber", en Kilates. En 2003, Queen y su entonces esposo Gran Omar firmaron con Real Music, una discográfica independiente con sede en Miami, Florida, de propietarios Jorge Guadalupe y Anthony Pérez. Ellos aparecerían en el primer álbum de la discográfica, Jams Vol. 1 el cual Pérez decidió lanzar después de varios rechazos de importantes disqueras. Ella se vería beneficiada de Pérez, quién producía un importante programa de reguetón llamada "The Roof", que era transmitido en mun2. Después del suceso de su tercer álbum de estudio Diva (2003), el cual recibió una certificación de platino por la RIAA, Ivy Queen lanzaría un edición de platino del álbum en 2004 con algunas canciones extras, entre las cuales estaba incluido "Quiero Bailar", también "Quiero Saber", "Papi Te Quiero" y "Tú No Puedes".

## Composición
"Quiero Bailar" fue escrita por Ivy Queen. La canción fue producida por el productor puertorriqueño Iván Joy, que también produciría "Quiero Saber" y la pista musical a cargo de Dj Adam. La canción apareció por primera vez en el álbum compilatorio de Iván Joy, The Majestic en 2002, también sería incluido en el primer álbum recopilatorio de Ivy Queen, Flashback en 2005, en su segundo álbum compilatorio, Reggaeton Queen en 2006 y en su primer EP, e5 en 2006.
La canción incorporó el Liquid riddim, el cual fue producido por el jamaiquino Jeremy Harding. La lírica de la canción hace referencia a su pareja de no malinterpretar sus movimientos en la pista de baile.

## Listado de canciones
- Álbum versión (2003)[17]

1. «Quiero bailar» — 3:06

- Extended Play (EP) (2006)[13]

1. «Cuentale» — 3:22
2. «Libertad» — 3:29
3. «Te he querido, te he llorado» — 4:17
4. «Quiero bailar» — 3:03
5. «Quiero saber» — 2:51